# N-Sub
N-Sub (Ｎ-サブ?) è un videogioco arcade di genere sparatutto a schermata fissa, sviluppato e pubblicato da Sega nel 1980. Il titolo è stato convertito da Compile per la console SG-1000.

## Modalità di gioco
Paragonato a Heli Fire, nel gioco si controlla il sottomarino N-Sub che deve distruggere i mezzi navali nemici in vari livelli, di difficoltà crescente. Inizialmente sono disponibili tre vite, ma è possibile incrementarne il numero ottenendo 10 000 punti. Lo scopo è manovrare tale sottomarino sullo schermo, utilizzando un joystick per affondare la flotta nemica a colpi di siluro nel mare blu cobalto. Il giocatore può lanciare siluri sia in verticale che in orizzontale premendo due pulsanti "FIRE" distinti, e tenendo premuto il pulsante per più tempo può lanciare tre siluri in rapida successione. Le navi nemiche attaccano l'N-Sub con missili, siluri e bombe di profondità. Ogni round termina quando il giocatore sconfigge un'ondata di dodici navi nemiche, e i round successivi aumentano progressivamente di difficoltà. La partita termina una volta che il giocatore esaurisce tutte le vite a sua disposizione.